# Ali Mohamed Shein

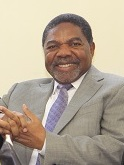
Ali Mohamed Shein

Ali Mohamed Shein (* 13. März 1948 in Chokocho (Pemba, Sansibar)) ist ein Mediziner, Politiker und Vizepräsident von Tansania. Er ist auch Präsident der halbautonomen Insel Sansibar.

## Leben

### Studium und berufliche Laufbahn
Nach der Schulausbildung und dem Grundstudium am Lumumba-College in Sansibar und einer kurzen Tätigkeit als Assistent des Stellvertretenden Ersten Sekretärs des Erziehungsministeriums begann er 1969 ein Vorbereitungsstudium der Medizin an der Staatlichen Universität Woronesch, ehe er 1970 bis 1975 ein Postgraduiertenstudium an der Staatlichen Universität Odessa in der UdSSR absolvierte.
Nach seiner Rückkehr nach Tansania wurde er 1976 Leiter der Abteilungen für Diagnose und Pathologie des Gesundheitsministeriums. Im Anschluss daran absolvierte er 1984 ein Studium der Medizinischen Biochemie an der Medizinischen Fakultät der Universität Newcastle, das er 1988 mit einem Master of Science (M.Sc.) in Medical Biochemistry abschloss. Zugleich erfolgte seine Promotion mit einer Dissertation über Angeborene Fehler des Metabolismus zum Philosophiae Doktor (Ph. D.) im Fachgebiet der Klinischen Biochemie.
Nachdem er 1989 wieder nach Tansania zurückgekehrt war, übernahm er als Diagnosespezialist erneut die Leitung der Abteilung für Pathologie des Gesundheitsministeriums. Im November 1991 wurde er Programmmanager des AIDS-Präventionsprojekts des Gesundheitsministeriums sowie zugleich bis Juli 1995 Berater des Ministeriums für Labordienste und Diagnosen. Während dieser Zeit war er außerdem Mitglied des Expertenkomitees der WHO für Afrika, des Akademischen Rates des Muhimbili University College of Health Sciences, des Beratungskomitees der Staatlichen Kommission für Wissenschaft und Technologie sowie Sekretär des Forschungsrates des Gesundheitsministeriums.

### Politische Laufbahn
1966 wurde er Mitglied des Jugendverbandes (Youth League) der Afro-Shirazi Party (ASP-YL) und begann als deren Sekretär für Öffentlichkeitsarbeit am Lumumba-College von Januar bis Dezember 1969 seine politische Laufbahn. Zuvor war er bereits für kurze Zeit 1968 Sekretär der ASP-YL an der Sansibar Secondary School.
1969 wurde er dann Mitglied der Afro-Shirazi Party. Nach deren Zusammenschluss mit der Tanganyika African National Union (TANU) zur Partei der Revolution (Chama Cha Mapinduzi), wurde er am 13. Juni 1977 deren Mitglied. Bereits am 2. September 1977 wurde er Mitglied des Exekutivkomitees der CCM von Pemba South.
Am 29. Oktober 1995 wurde er vom damaligen Präsidenten Sansibars zum Mitglied des Repräsentantenhauses ernannt. Wenige Tage später erfolgte am 12. November 1995 seine Ernennung zum Stellvertretenden Gesundheitsminister. In dieser Funktion war er jeweils Leiter der Delegationen Tansanias bei den Weltgesundheitsversammlungen in Genf 1997 und 1999 sowie beim Familienplanungsprojekt in Indonesien 1997.
Shein wurde am 27. September 1997 außerdem Mitglied des Nationalen Exekutivkomitees der CCM sowie am 6. November 2000 zum Mitglied des Repräsentantenhauses gewählt, wo er den Wahlkreis von Mkanyageni vertritt. Am 22. November 2000 erfolgte seine Berufung zum Staatsminister im Präsidialamt mit besonderer Zuständigkeit für Fragen der Verfassung und Guter Regierungsführung.
Nach dem Tode des bisherigen Vizepräsidenten Tansanias, Omar Ali Juma, am 4. Juli 2001 wurde er am 13. Juli 2001 von Präsident Benjamin William Mkapa zu dessen Nachfolger als Vizepräsident ernannt. Im Mai 2005 verzichtete er auf eine Kandidatur als Präsident zugunsten von Außenminister Jakaya Kikwete. Im Dezember 2005 wurde er dann neben dem jetzigen Präsidenten Kikwete als Vizepräsident wiedergewählt. Als Vizepräsident setzte er sich weiterhin für Gesundheitsfragen ein und war unter anderem Gastredner auf der Konferenz der WHO für Nichtbeachtete Tropenkrankheiten (Neglected Tropical Diseases) am 19. April 2007.
Nach dem Sieg seiner Partei CCM bei den international überwachten und freien Wahlen in Sansibar im November 2010 übernahm er das Amt des Präsidenten von Sansibar von seinem Vorgänger Amani Abeid Karume.